# Internationale Maritieme Code voor het vervoer van vaste lading in bulk
De Internationale Maritieme Code voor het vervoer van vaste lading in bulk (International Maritime Solid Bulk Cargoes Code, IMSBC-code) is de SOLAS-standaard op het gebied van bulkgoederen met uitzondering van graan waarop de graancode van toepassing is. Met resolutie MSC.268(85) werd op 4 december 2008 bepaald dat de code op 1 januari 2011 van kracht zou worden. Deze verving daarmee de BC-code.